# Шпанско освајање Петена
Шпанско освајање мајанске краљевине Петен Ица, била је последња фаза у освајању Гватемале. Племена Маја у северним областима Гватемале сачувала су независност и културу све до 1697, када су шпански освајачи које је предводио Мартин де Урсуа освојили њихова последња упоришта на језеру Петен.

## Позадина
Петенски басен је широка равница прекривена густом тропском кишном шумом, око истоименог језера, која је сада део модерне Гватемале. Ернан Кортес је 1525. посетио ову регију током свог марша на Хондурас. Поглавице локалних Ица Маја на које је наишао су се заклели на лојалност Шпанији како би спречили Кортеса да их нападне, али су је занемарили чим су Шпанци напустили њихову област.
Било је неколико мањих покушаја током година од стране Шпанаца да се Ица Маје покрсте и освоје , али су сви пропали. На пример, 1622. шпански гувернер Јукатана послао је одред од двадесет Шпанаца и 140 хришћанских Маја на главни град Ица, Тајасал, али су их ратници Ица лако уништили. Слична експедиција послата 1624. упала је у заседу ратника Ица и доживела исту судбину као и претходне групе.
Због устанака Маја у другим областима, гувернер Јукатана је одлучио да искористи трупе и ресурсе на другим местима. Ица Маје су сачувале своју независност током 17. века. Ица Маје из басена Петен биле су последње од значајних непокорених краљевстава Маја. Ица Маје су још увек имале значајну популацију у басену Петен, а већина њих је живела око централних језера и дуж река.
Маје у Петену нису биле политички уједињене као једно краљевство. Уместо тога, били су подељени у низ сложених савеза и старих непријатељстава са другим групама Маја у тој области. Најзначајније групе које су се налазиле око централних језера Петен биле су Ица, Јалаин и Ковој. Осим њих у басену Петен било је још 7 мањих племенских група.
Крајем 17. века је последњи владар Ица Маја почео да буде отворенији према Шпанцима. Он је примио и заштитио шпанске изасланике у главном граду Тајасалу. Године 1695. три фрањевца су дошла у Тајасал и били су добро примљени. Један број Ица Маја је чак пристао да се покрсти. Међутим, краљ Ица је одбио да пређе у хришћанство и заветује се на лојалност Шпанији. Ово је изазвало шпанског гувернера Јукатана да реагује слањем снага од шездесет шпанских војника у пратњи савезника Маја у басен Петен следеће године. Међутим, као и раније, Шпанци су брзо одбијени жестоким нападима Ица. Тада је шпански гувернер у граду Мерида одлучио да је потребно послати велике снаге. Следеће године 1697. шпански баскијски конквистадор Мартин де Урсуа и Аризменди предводио је силу од 235 шпанских конквистадора и десетине хиљада Ксиу Маја умарширало је у басен Петен. Овог пута довели су са собом артиљерију и велику комору мазги и људи да просеку пут кроз џунглу.
Конквистадори су поставили утврђење на обали језера Петен Ица преко пута града Тајасал и ту су склопили мали брод на језеру који су донели са собом растављен на делове. Затим су 13. марта 1697. године, са свим спремним и артиљеријом која је подржавала ове велике снаге, поразили Ица Маје и заузели њихову престоницу Тајасал. Освајање Маја се коначно завршило заузимањем Тајасала, острвске престонице краљевства Ица.

## Последице
Шпанци се нису зауставили на освајању града, разбили су све идоле лажних богова и спалили све књиге Ица Маја које су „садржале ђавоље лажи“ по речима бискупа Дијега Ланде, који је пратио освајаче. Конквистадори су известили да је у граду било толико идола да им је био потребан скоро цео дан да их све разбију. Бискуп Ланда, који је био са конквистадорима, описао је књиге Маја као велике и направљене са богато украшеним листовима који су били савијени у наборе који су били затворени између две дрвене плоче. Маје су писали са обе стране у колоне које су одговарале наборима књиге. Папир који су користили за прављење књига био је направљен је корена дрвета, на које су стављали бели лак да би добили чисту површину за писање.